# 투바스

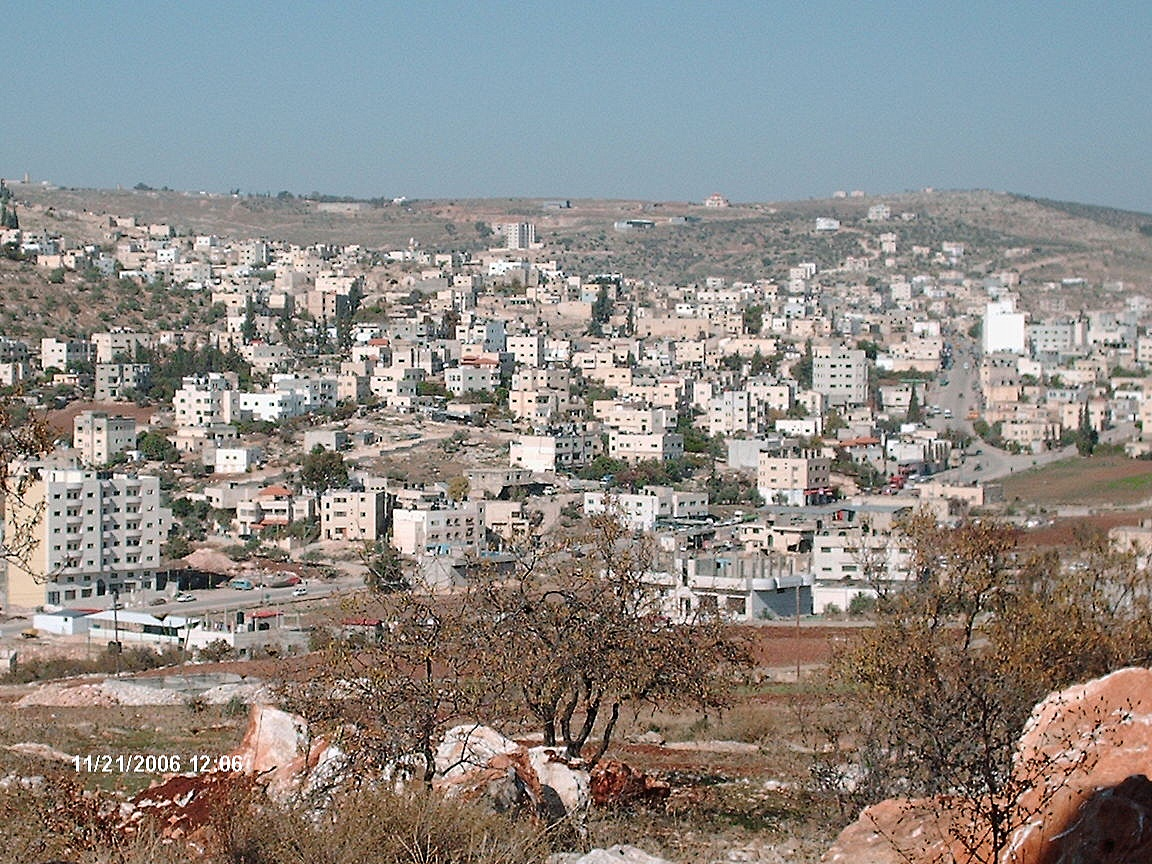
투바스

투바스(아랍어: طوباس)는 팔레스타인 요르단강 서안 지구 투바스주의 도시이다. 인구는 약 21,000명이다.